# هيدروكسيد الحديد الثنائي
 هيدروكسيد الحديد الثنائي  مركب كيميائي له الصيغة Fe(OH)2 ، ويكون على شكل بلورات بيضاء في الحالة النقية.

## الخواص
- مركب هيدروكسيد الحديد الثنائي غير منحل في الماء، وهو حساس تجاه الهواء والرطوبة، حيث يتأكسد أولا إلى مزيج من هيدروكسيد الحديد الثنائي وهيدروكسيد الحديد الثلاثي، ويكون هذا المزيج ذو لون متدرج من اللون الرمادي المخضر إلى الأخضر الداكن حتى تصل إلى تمام الأكسدة وإلى الشكل الثابت من أكسيد الحديد ذي اللون البني المحمر (الصدأ).
- يذوب هيدروكسيد الحديد الثنائي في محلول مركز وساخن من هيدروكسيد الصوديوم حيث يشكل هيدروكسي حديدات الصوديوم (هيدروكسي فيرات) Na2[Fe(OH)4]  .
- البنية البلورية لبلورات مركب هيدروكسيد الحديد الثنائي تشابه بنية البروسيت Brucite.

## التحضير
يحضر ضمن وسط خالي من أكسجين الهواء من تفاعل كبريتات الحديد الثنائي مع هيدروكسيد الصوديوم حيث يتشكل راسب أبيض من هيدروكسيد الحديد الثنائي حسب المعادلة:
FeSO4 + 2NaOH → Fe(OH)2 + Na2SO4
تجدر الملاحظة أن المحاليل المستخدمة في التفاعل ينبغي إزالة الأكسجين المنحل فيها قبل استعمالها في تحضير المركب.
كما يمكن أن تتم عملية التحضير من تفاعل كلوريد الحديد الثنائي مع هيدروكسيد الأمونيوم:
FeCl2 + 2NH4OH→ 2NH4Cl + Fe(OH)2

## الاستخدامات
نظراً للقابلية الكبيرة لأيونات الحديد الثنائي في هذا المركب للتأكسد والتحول إلى الحديد الثلاثي، فإن هيدروكسيد الحديد الثنائي يعد من المركبات المختزلة القوية. لذلك فإنه يستعمل في مجال معالجة المياه من أجل التخلص من أملاح السيلينات والسيلينيت، حيث تتحول إلى فلز السيلينيوم الحر غير المنحل في الماء.